# 西部の男
『西部の男』（せいぶのおとこ、The Westerner）は、ウィリアム・ワイラー監督による1940年のアメリカ映画である。出演はゲイリー・クーパー、ウォルター・ブレナン、ドリス・ダヴェンポートなど。
ブレナンは本作により、第13回アカデミー賞助演男優賞を受賞した。他にジェームズ・バセヴィが美術賞、スチュアート・N・レイクが原案賞にノミネートされた。

## キャスト
※括弧内は日本語吹替（放送日：1974年9月22日 UHB）
- コール・ハーデン：ゲイリー・クーパー（黒沢良）
- ロイ・ビーン：ウォルター・ブレナン（早野寿郎）
- ジェーン＝エレン・マシューズ：ドリス・ダヴェンポート（英語版）（池田昌子）
- ケリフェト・マシューズ：フレッド・ストーン（英語版）
- ウェード・ハーパー：フォレスト・タッカー
- チキンフット：ポール・ハースト（英語版）
- サウスウェスト：チル・ウィルス
- リリー・ラングトリー：リリアン・ボンド
- バート・コブル：ダナ・アンドリュース（仁内達之）
- モート・ボロー：チャールズ・ハルトン（英語版）
- シェード・ウィルキンス：トレヴァー・バーデット（英語版）
- キング・エヴァンス：トム・タイラー（英語版）